# 趙瑨
趙 瑨（ちょう しん、1201年 - 1280年）は、モンゴル帝国に仕えた漢人将軍の一人。蔚州飛狐県の出身。

## 概要
父の趙昆は金朝に仕えて帥府評事となり、兄の趙珪は万戸として飛狐城の守備を任せられるなど、金朝の軍事的要職を務める家柄の出であった。1210年（庚午）に父の趙昆が亡くなると、ほどなくして兄の趙珪も蠡州への赴任を命じられ母を伴って移住したため、趙瑨は一人飛狐県に残されることになった。しかし趙瑨は幼いころより独立不羈の気性があり、幼くして一人残された状態でも武事をよく学んだという。
1213年（癸酉）、モンゴル軍の先鋒が初めて華北平原に降り立ち、飛狐県もモンゴル軍の侵攻に晒された。県の役人はなすすべを知らず右往左往するだけであったが、当時まだ12-13歳であった趙瑨は県に赴いてモンゴル軍に投降すべきと説得し、遂に飛狐県はモンゴル軍に投降することを決めたという。モンゴル軍への投降後の趙瑨と飛狐県の動向については不明な点が多いが、趙瑨らモンゴル軍に投降した者たちはモンゴル軍と行動をともにして飛狐県を離れ、飛狐県はその後一時的に金朝側に戻ったとみられる。
1217年（丁丑）、チンギス・カンから東方計略を委ねられたムカリが桓州で軍揃えをしたとき、初めて趙瑨は百人隊長に任じられ、兄のいる蠡州攻略に参加することになった。蠡州はモンゴル軍の侵攻をよく防ぎ、投石によってモンゴル側の将軍石抹エセンが戦死してしまったため、怒ったムカリは城民を皆殺しにしようとした。これに対し、趙瑨は泣きながらに「母と兄が城内にいます。我が身をもって城民の命を購えないでしょうか」と懇願したため、ムカリは怒りを収め殺戮を控えたという。その後、相州攻めでは先鋒を務めて城門で敵軍の死士と激戦を繰り広げ、鼻に矢が当たってもそれを抜いて7日に渡って戦い続け、遂に城を陥落させた。論功行賞により冀州行軍都元帥の地位を授けられたが趙瑨はこの地位を兄に譲り、改めて軍民総管、のち易州ダルガチの地位を授けられた。
第2代皇帝オゴデイ・カアンの即位後に第二次金朝侵攻が始まると、趙瑨は易州より矢20万余りを運んで馳せ参じたため、喜んだオゴデイより権中都省事の地位を授けられた。1233年（癸巳）には趙揚が興州で叛乱を起こしたため、趙瑨がこれを平定し、中山・真定二路ダルガチに任命された。また、第4代皇帝モンケ・カアンの時代にはトクトとともに邢州のジャルグチ（断事官）に任命されている。
中統元年（1260年）、クビライ・カアンが即位すると十道宣撫司が設立され、中統3年（1262年）12月にはこれを改めた十道宣慰司の一つ、順天宣慰使に任命された。至元元年（1264年）には淄萊路総管、至元6年（1269年）には太原路総管、至元12年（1275年）には燕南道提刑按察使、至元14年（1277年）には河南道提刑按察使をそれぞれ歴任した。至元16年（1279年）、官職を辞して隠居し、至元17年（1280年）に80歳にして亡くなった。